# Herbario de Tasmania
El Herbario de Tasmania (en inglés Tasmanian Herbarium) es un herbario en la ciudad de Hobart, Tasmania, Australia.
Forma parte del Museo de Tasmania y Galería de Arte.
Las primeras muestras de plantas de la colección del herbario, son de la fecha de exploración europea temprana de Tasmania. Estos incluyen especímenes recolectados en el viaje de 1792, a la isla, por parte de Bruny d'Entrecasteaux y las recolectadas por Robert Brown en la primera década del siglo XVII.
Desde 1977, el Herbario ha sido localizado en la bahía Sandy, en el campus de la Universidad de Tasmania.